# Monteils (Gard)
Pour les articles homonymes, voir Monteils.
Monteils est une commune française située dans le nord du département du Gard en région Occitanie.
Exposée à un climat méditerranéen, elle est drainée par la Droude et par divers autres petits cours d'eau. La commune possède un patrimoine naturel remarquable composé d'une zone naturelle d'intérêt écologique, faunistique et floristique.
Monteils est une commune rurale qui compte 677 habitants en 2022, après avoir connu une forte hausse de la population depuis 1962. Elle fait partie de l'aire d'attraction d'Alès. Ses habitants sont appelés Monteillardes et monteillards. Les monteillois sont dans l'aveyron.
Le patrimoine architectural de la commune comprend trois  immeubles protégés au titre des monuments historiques : le château de la Basse-Cour, inscrit en 1927, le temple protestant, inscrit en 1927, et l'oppidum de Vié-Cioutat, inscrit  en 1982.

## Géographie

### Localisation
La commune est située à 8 km d'Alès et 25 km d'Uzès.
|                   | Mons                   |                          |
| Méjannes-lès-Alès | Monteils               | Saint-Just-et-Vacquières |
| Deaux             | Saint-Étienne-de-l'Olm | Saint-Hippolyte-de-Caton |

### Climat
Pour des articles plus généraux, voir Climat de l'Occitanie et Climat du Gard.
En 2010, le climat de la commune est de type climat méditerranéen franc, selon une étude s'appuyant sur une série de données couvrant la période 1971-2000. En 2020, Météo-France publie une typologie des climats de la France métropolitaine dans laquelle la commune est exposée à un climat méditerranéen et est dans la région climatique Provence, Languedoc-Roussillon, caractérisée par une pluviométrie faible en été, un très bon ensoleillement (2 600 h/an), un été chaud (21,5 °C), un air très sec en été, sec en toutes saisons, des vents forts (fréquence de 40 à 50 % de vents > 5 m/s) et peu de brouillards.
Pour la période 1971-2000, la température annuelle moyenne est de 13,3 °C, avec une amplitude thermique annuelle de 16,7 °C. Le cumul annuel moyen de précipitations est de 954 mm, avec 6,9 jours de précipitations en janvier et 3,4 jours en juillet. Pour la période 1991-2020, la température moyenne annuelle observée sur la station météorologique la plus proche, située sur la commune de Deaux à 4 km à vol d'oiseau, est de 14,9 °C et le cumul annuel moyen de précipitations est de 967,1 mm,. Pour l'avenir, les paramètres climatiques de la commune estimés pour 2050 selon différents scénarios d’émission de gaz à effet de serre sont consultables sur un site dédié publié par Météo-France en novembre 2022.

### Milieux naturels et biodiversité

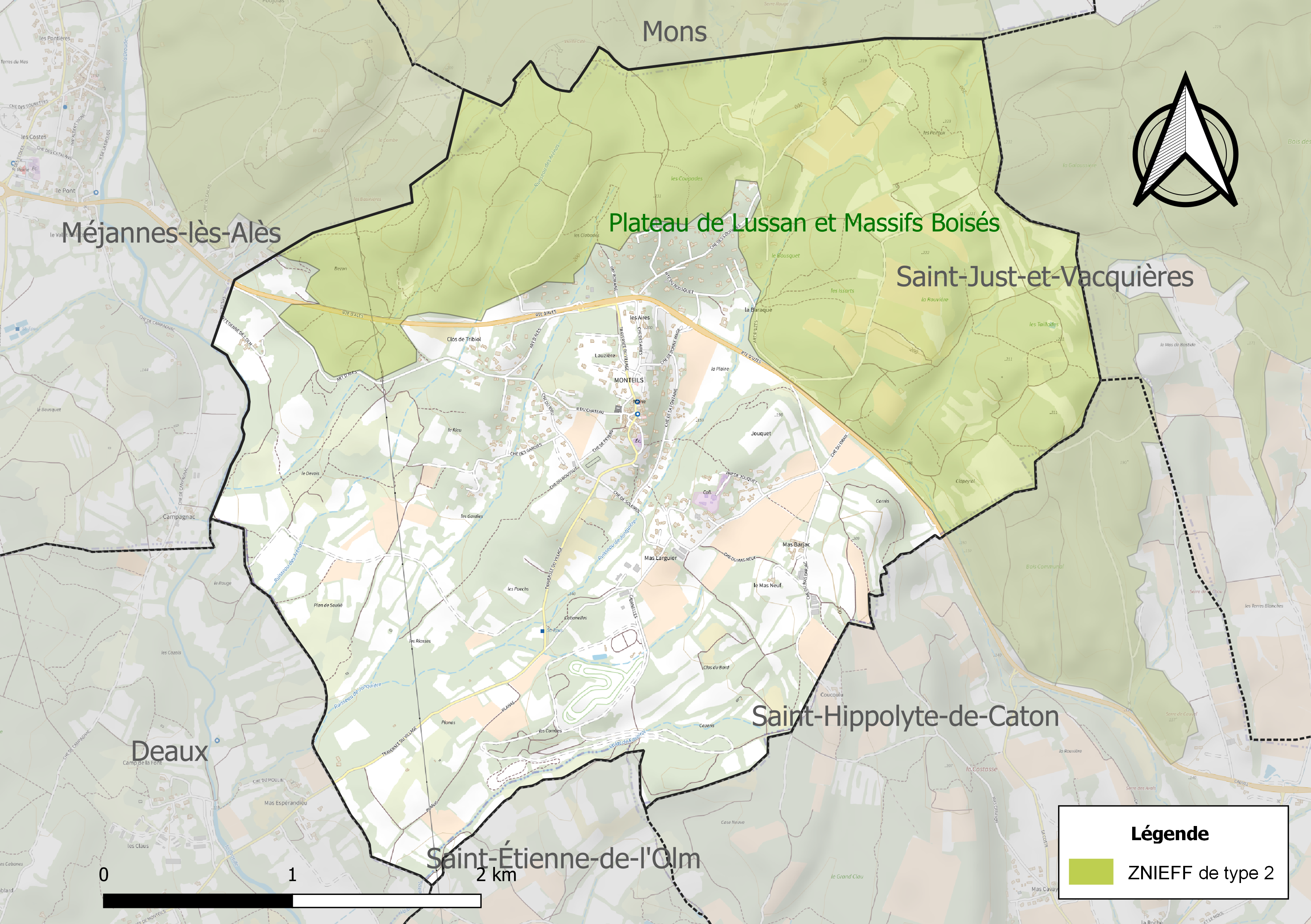
Carte de la ZNIEFF de type 2 localisée sur la commune.

L’inventaire des zones naturelles d'intérêt écologique, faunistique et floristique (ZNIEFF) a pour objectif de réaliser une couverture des zones les plus intéressantes sur le plan écologique, essentiellement dans la perspective d’améliorer la connaissance du patrimoine naturel national et de fournir aux différents décideurs un outil d’aide à la prise en compte de l’environnement dans l’aménagement du territoire.
Une ZNIEFF de type 2 est recensée sur la commune :
le « plateau de Lussan et Massifs Boisés » (37 159 ha), couvrant 40 communes du département.

## Urbanisme

### Typologie
Au 1er janvier 2024, Monteils est catégorisée commune rurale à habitat dispersé, selon la nouvelle grille communale de densité à sept niveaux définie par l'Insee en 2022.
Elle est située hors unité urbaine. Par ailleurs la commune fait partie de l'aire d'attraction d'Alès, dont elle est une commune de la couronne,. Cette aire, qui regroupe 64 communes, est catégorisée dans les aires de 50 000 à moins de 200 000 habitants,.

### Occupation des sols
L'occupation des sols de la commune, telle qu'elle ressort de la base de données européenne d’occupation biophysique des sols Corine Land Cover (CLC), est marquée par l'importance des territoires agricoles (49,3 % en 2018), en diminution par rapport à 1990 (61,7 %). La répartition détaillée en 2018 est la suivante : 
zones agricoles hétérogènes (42,2 %), forêts (25,7 %), milieux à végétation arbustive et/ou herbacée (14,4 %), zones urbanisées (10,6 %), cultures permanentes (7,2 %). L'évolution de l’occupation des sols de la commune et de ses infrastructures peut être observée sur les différentes représentations cartographiques du territoire : la carte de Cassini (XVIIIe siècle), la carte d'état-major (1820-1866) et les cartes ou photos aériennes de l'IGN pour la période actuelle (1950 à aujourd'hui).

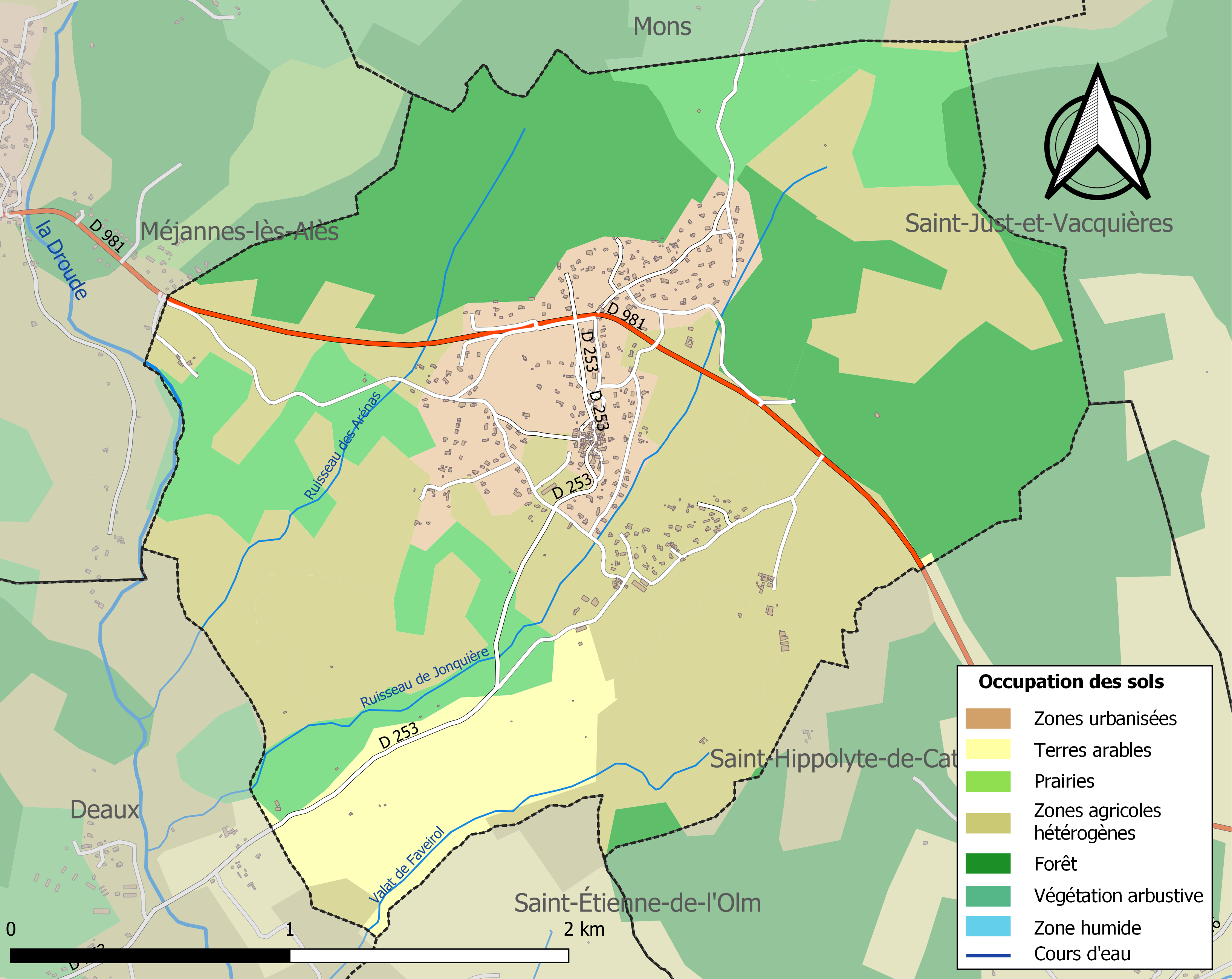
Carte des infrastructures et de l'occupation des sols de la commune en 2018 (CLC).

### Risques majeurs
Le territoire de la commune de Monteils est vulnérable à différents aléas naturels : météorologiques (tempête, orage, neige, grand froid, canicule ou sécheresse), inondations, feux de forêts, mouvements de terrains et séisme (sismicité faible). Il est également exposé à un risque particulier : le risque de radon. Un site publié par le BRGM permet d'évaluer simplement et rapidement les risques d'un bien localisé soit par son adresse soit par le numéro de sa parcelle.

#### Risques naturels
Certaines parties du territoire communal sont susceptibles d’être affectées par le risque d’inondation par débordement de cours d'eau et par une crue torrentielle ou à montée rapide de cours d'eau, notamment la Droude. La commune a été reconnue en état de catastrophe naturelle au titre des dommages causés par les inondations et coulées de boue survenues en 1982, 1983, 1993, 1997, 2001, 2002 et 2010,.

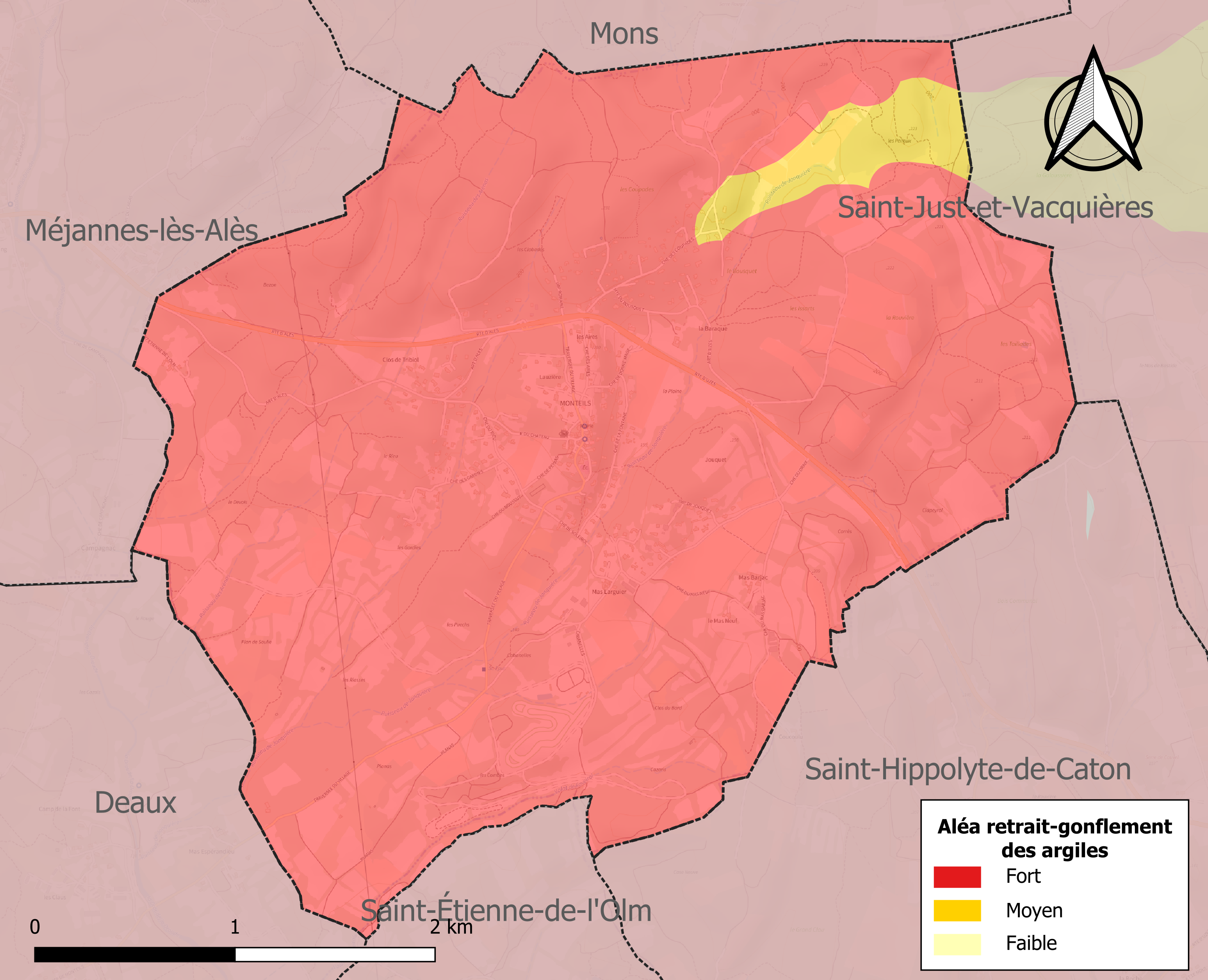
Carte des zones d'aléa retrait-gonflement des sols argileux de Monteils.

La commune est vulnérable au risque de mouvements de terrains constitué principalement du retrait-gonflement des sols argileux. Cet aléa est susceptible d'engendrer des dommages importants aux bâtiments en cas d’alternance de périodes de sécheresse et de pluie. La totalité de la commune est en aléa moyen ou fort (67,5 % au niveau départemental et 48,5 % au niveau national). Sur les 281 bâtiments dénombrés sur la commune en 2019, 281 sont en aléa moyen ou fort, soit 100 %, à comparer aux 90 % au niveau départemental et 54 % au niveau national. Une cartographie de l'exposition du territoire national au retrait gonflement des sols argileux est disponible sur le site du BRGM,.
Par ailleurs, afin de mieux appréhender le risque d’affaissement de terrain, l'inventaire national des cavités souterraines permet de localiser celles situées sur la commune.
Concernant les mouvements de terrains, la commune a été reconnue en état de catastrophe naturelle au titre des dommages causés par la sécheresse en 2016, 2017 et 2019 et par des mouvements de terrain en 1983.

#### Risque particulier
Dans plusieurs parties du territoire national, le radon, accumulé dans certains logements ou autres locaux, peut constituer une source significative d’exposition de la population aux rayonnements ionisants. Certaines communes du département sont concernées par le risque radon à un niveau plus ou moins élevé. Selon la classification de 2018, la commune de Monteils est classée en zone 2, à savoir zone à potentiel radon faible mais sur lesquelles des facteurs géologiques particuliers peuvent faciliter le transfert du radon vers les bâtiments.

## Toponymie
Provençal Mountèu, languedocien Mountèl, du roman monteil, montel, moncel, du latin monticulum : petite montagne, monceau, tumulus.

## Histoire

### Moyen Âge
Le village est mentionné Castrum de Montillis en 1121 dans le Gallia Christiana et Montillæ en 1384 dans le dénombrement de la sénéchaussée.

## Politique et administration

### Rattachements électoraux
Pour l'élection des députés, elle fait partie de la quatrième circonscription du Gard

### Liste des maires
| Période   | Période | Identité         | Étiquette | Qualité         |
| --------- | ------- | ---------------- | --------- | --------------- |
|           | 2001    | Pierre Moulin    |           |                 |
| mars 2001 |         | Serge Constant   |           |                 |
| 2008      | 2020    | Patrick Fontaine | DVD       | Cadre supérieur |

## Population et société

### Démographie
L'évolution du nombre d'habitants est connue à travers les recensements de la population effectués dans la commune depuis 1793. Pour les communes de moins de 10 000 habitants, une enquête de recensement portant sur toute la population est réalisée tous les cinq ans, les populations de référence des années intermédiaires étant quant à elles estimées par interpolation ou extrapolation. Pour la commune, le premier recensement exhaustif entrant dans le cadre du nouveau dispositif a été réalisé en 2007.

En 2022, la commune comptait 677 habitants, en évolution de +3,68 % par rapport à 2016 (Gard : +2,97 %, France hors Mayotte : +2,11 %).
| 1793 | 1800 | 1806 | 1821 | 1831 | 1836 | 1841 | 1846 | 1851 |
| ---- | ---- | ---- | ---- | ---- | ---- | ---- | ---- | ---- |
| 312  | 336  | 356  | 283  | 324  | 323  | 289  | 295  | 295  |

| 1856 | 1861 | 1866 | 1872 | 1876 | 1881 | 1886 | 1891 | 1896 |
| ---- | ---- | ---- | ---- | ---- | ---- | ---- | ---- | ---- |
| 310  | 302  | 282  | 253  | 261  | 233  | 213  | 198  | 168  |

| 1901 | 1906 | 1911 | 1921 | 1926 | 1931 | 1936 | 1946 | 1954 |
| ---- | ---- | ---- | ---- | ---- | ---- | ---- | ---- | ---- |
| 147  | 166  | 159  | 138  | 123  | 112  | 105  | 100  | 125  |

| 1962 | 1968 | 1975 | 1982 | 1990 | 1999 | 2006 | 2007 | 2012 |
| ---- | ---- | ---- | ---- | ---- | ---- | ---- | ---- | ---- |
| 106  | 106  | 142  | 200  | 324  | 399  | 547  | 569  | 638  |

| 2017 | 2022 | - | - | - | - | - | - | - |
| ---- | ---- | - | - | - | - | - | - | - |
| 656  | 677  | - | - | - | - | - | - | - |

## Économie

### Revenus
En 2018  (données Insee publiées en septembre 2021), la commune compte 267 ménages fiscaux, regroupant 682 personnes. La médiane du revenu disponible par unité de consommation est de 22 460 € (20 020 € dans le département).

### Emploi
|                | 2008   | 2013  | 2018  |
| -------------- | ------ | ----- | ----- |
| Commune        | 11,1 % | 7,9 % | 8,1 % |
| Département    | 10,6 % | 12 %  | 12 %  |
| France entière | 8,3 %  | 10 %  | 10 %  |

En 2018, la population âgée de 15 à 64 ans s'élève à 417 personnes, parmi lesquelles on compte 74,8 % d'actifs (66,7 % ayant un emploi et 8,1 % de chômeurs) et 25,2 % d'inactifs,. En  2018, le taux de chômage communal (au sens du recensement) des 15-64 ans est inférieur à celui de la France et du département, alors qu'en 2008 la situation était inverse.
La commune fait partie de la couronne de l'aire d'attraction d'Alès, du fait qu'au moins 15 % des actifs travaillent dans le pôle,. Elle compte 91 emplois en 2018, contre 69 en 2013 et 55 en 2008. Le nombre d'actifs ayant un emploi résidant dans la commune est de 284, soit un indicateur de concentration d'emploi de 32,1 % et un taux d'activité parmi les 15 ans ou plus de 61,8 %.
Sur ces 284 actifs de 15 ans ou plus ayant un emploi, 63 travaillent dans la commune, soit 22 % des habitants. Pour se rendre au travail, 90,6 % des habitants utilisent un véhicule personnel ou de fonction à quatre roues, 1,1 % les transports en commun, 3,8 % s'y rendent en deux-roues, à vélo ou à pied et 4,6 % n'ont pas besoin de transport (travail au domicile).

### Activités hors agriculture

#### Secteurs d'activités
53 établissements sont implantés  à Monteils au 31 décembre 2019. Le tableau ci-dessous en détaille le nombre par secteur d'activité et compare les ratios avec ceux du département,.
| Secteur d'activité                                                                                        | Commune | Commune | Département |
| Secteur d'activité                                                                                        | Nombre  | %       | %           |
| --- | ------- | ------- | ----------- |
| Ensemble                                                                                                  | 53      |         |             |
| Industrie manufacturière, industries extractives et autres                                                | 2       | 3,8 %   | (7,9 %)     |
| Construction                                                                                              | 14      | 26,4 %  | (15,5 %)    |
| Commerce de gros et de détail, transports, hébergement et restauration                                    | 10      | 18,9 %  | (30 %)      |
| Information et communication                                                                              | 2       | 3,8 %   | (2,2 %)     |
| Activités immobilières                                                                                    | 2       | 3,8 %   | (4,1 %)     |
| Activités spécialisées, scientifiques et techniques et activités de services administratifs et de soutien | 8       | 15,1 %  | (14,9 %)    |
| Administration publique, enseignement, santé humaine et action sociale                                    | 10      | 18,9 %  | (13,5 %)    |
| Autres activités de services                                                                              | 5       | 9,4 %   | (8,8 %)     |

Le secteur de la construction est prépondérant sur la commune puisqu'il représente 26,4 % du nombre total d'établissements de la commune (14 sur les 53 entreprises implantées  à Monteils), contre 15,5 % au niveau départemental.

#### Entreprises et commerces
L'entreprise ayant son siège social sur le territoire communal qui génère le plus de chiffre d'affaires en 2020 est : 
- Solice, hébergement touristique et autre hébergement de courte durée (27 k€)

### Agriculture
|               | 1988 | 2000 | 2010 | 2020 |
| ------------- | ---- | ---- | ---- | ---- |
| Exploitations | 6    | 4    | 3    | 4    |
| SAU (ha)      | 227  | 198  | 145  | 132  |

La commune est dans les Garrigues, une petite région agricole occupant le centre du département du Gard. En 2020, l'orientation technico-économique de l'agriculture  sur la commune est la viticulture. Quatre exploitations agricoles ayant leur siège dans la commune sont dénombrées lors du recensement agricole de 2020 (six en 1988). La superficie agricole utilisée est de 132 ha,,.

## Culture locale et patrimoine

### Édifices civils
- Château de la Basse-Cour  Inscrit MH (1927)[27].
- Oppidum de Vié-Cioutat  Inscrit MH (1982)[28].

### Édifices religieux
- Église Saint-Sauveur : Elle fait partie de la paroisse Sainte Bernadette qui regroupe les clochers de Sainte Bernadette, Saint Hilaire de Brethmas, Méjannes et Monteils.
- Temple protestant de Monteils. L'édifice a été inscrit au titre des monuments historiques en 1927[29].

## Héraldique
| Blason de Monteils | Blason  | D'azur, à une barre losangée d'argent et d'azur. |
| Blason de Monteils | Détails | Le statut officiel du blason reste à déterminer. |